# Arnaldoa macbrideana
Arnaldoa macbrideana là một loài thực vật có hoa trong họ Cúc. Loài này được Ferreyra mô tả khoa học đầu tiên năm 1965.